# Don Fanchette
Don Fanchette (ur. 23 grudnia 1997) – seszelski piłkarz grający na pozycji obrońcy. Od 2021 jest zawodnikiem klubu La Passe FC.

## Kariera klubowa
Swoją karierę piłkarską Fanchette rozpoczął w klubie Anse Réunion FC. W 2018 roku zadebiutował w nim w pierwszej lidze seszelskiej. W 2021 roku przeszedł do La Passe FC. W sezonie 2021/2022 wywalczył z nim mistrzostwo Seszeli.

## Kariera reprezentacyjna
W reprezentacji Seszeli Fanchette zadebiutował 17 stycznia 2018 roku w przegranym 1:8 meczu kwalifikacji do Pucharu Narodów Afryki 2018 z Libią.